# Août 1784

## Événements

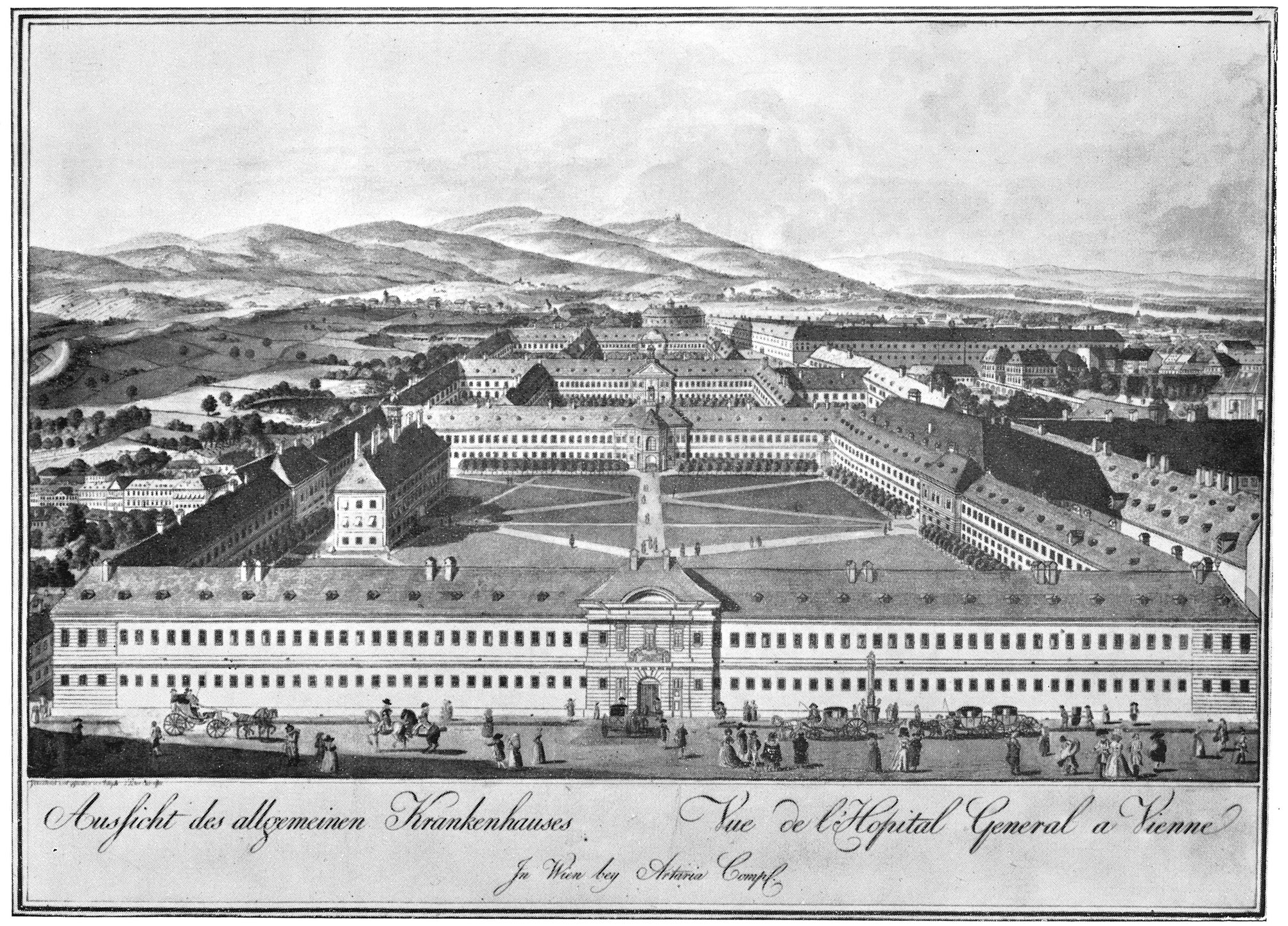
16 août : fondation de l'hôpital général de Vienne.

- 10 - 11 août, France : le cardinal de Rohan rencontre Mme de la Motte. Début de l'Affaire du collier de la reine.
- 13 août : India Act, de William Pitt le Jeune, plaçant les acquisitions indiennes sous l’autorité du Parlement britannique[1].
- 16 août, Canada : les loyalistes installés au nord de la Nouvelle-Écosse obtiennent l’autorisation de former, sous l’autorité d’un gouvernement, d’un Conseil et d’une assemblée élue, la province du Nouveau-Brunswick[2]. L’île du Cap-Breton reçoit une administration séparée de celle de la Nouvelle-Écosse.
- 27 août : tarif douanier tendant vers une politique protectionniste dans les états habsbourgeois[3].

## Décès
- 3 août : Giovanni Battista Martini compositeur bolonais (1706-1784).
- 10 août : Allan Ramsay, peintre britannique.